# Barbara Wall (Squashspielerin)
Barbara Wall (* 25. Mai 1948 in Perth) ist eine ehemalige australische Squashspielerin.

## Karriere
Barbara Wall war in den 1970er-Jahren als Squashspielerin aktiv und wurde 1973 die erste australische Profispielerin. Nachdem ihr Profistatus Teilnahmen bei australischen Turnieren oftmals verhinderte, zog sie 1976 nach England, wo es mehr Möglichkeiten für Profis gab, Turniere zu spielen. Mit der australischen Nationalmannschaft wurde sie 1979 Vizeweltmeisterin. In den fünf Begegnungen kam sie dreimal zum Einsatz und gewann zwei Partien. Sie unterlag lediglich der Britin Sue Cogswell.
1979 und 1981 nahm sie an den Weltmeisterschaften im Einzel teil. 1979 scheiterte sie im Viertelfinale an Angela Smith, 1981 schied sie in der dritten Runde gegen Martine Le Moignan aus. Bereits 1977 hatte sie, als erste ungesetzte Spielerin in der Turniergeschichte, das Finale der British Open erreicht, in dem sie Heather McKay unterlag. Zwei Jahre darauf erreichte sie erneut das Endspiel und setzte sich dieses Mal durch, nachdem sie nach 0:2-Rückstand noch mit 3:2 gegen Sue Cogswell gewann. Zuvor hatte sie sich mit einem intensiven Training mit Shirley Strickland de la Hunty vorbereitet. Weitere Turniersiege gelangen ihr 1978 bei den Irish Open sowie 1979 bei den NSW Open und beim  South African Champion of Champions.
2009 wurde Wall in die Squash Australia Hall of Fame aufgenommen. Auch bei der Squash Rackets Association of Western Australia wird sie in der Hall of Fame geführt.

## Erfolge
- Vizeweltmeisterin mit der Mannschaft: 1979